# J2000
J2000 er den almindeligt brugte korte betegnelse for "epoke J2000.0", som er den 1. januar 2000, middag TT (Terrestrisk Tid). Dette er starten på den julianske dag JD2451545.0, og tidspunktet er det samme som kl. 11:58:55.816 UTC.
Ved angivelse af positioner på himmelkuglen skal der kalibreres i forhold til forårspunktets (equinox') position. Forårspunktet er valgt som nulpunkt i flere af himmelrummets koordinatsystemer, idet det danner udgangspunkt for angivelse af ekliptisk længde i det ekliptiske koordinatsystem og for angivelse af rektascension i det ækvatoriale koordinatsystem.
Eftersom punktet hele tiden flytter sig, er det nødvendigt at angive, hvilken epoke, en position er angivet for.
Epoke er den dato, man bruger til at korrigere for stjerners egenbevægelse.
"Equinox" er betegnelse for den dato, man bruger til at korrigere for præcessionen.